# Slaget vid Svolder
Slaget vid Svolder var ett sjöslag som utkämpades i september 999 eller 1000 i västra Östersjön mellan Olav Tryggvason av Norge och en allians av hans fiender. Slagets bakgrund var enandet av staten Norge, långvariga danska försök att få kontroll över landet, och spridandet av kristendomen i Skandinavien. Slaget är en mytomspunnen och central händelse i Nordens vikingatida historia. Om sjöslaget skall ha ägt rum vid Svolder, eller i Öresund, har varit ett akademiskt tvisteämne då olika källor motsäger varandra.
Kung Olav seglade hem efter en expedition till Vendland (Pommern) när han överfölls av en allians bestående av Erik Håkonsson, norsk jarl, Olof Skötkonung, kung av Sverige, och Sven Tveskägg, kung av Danmark. Olav hade bara elva krigsfartyg i striden, mot en flotta på minst 70. Hans skepp togs ett efter ett, tills det sista, Ormen Långe, togs av Erik jarl medan Olav kastade sig i havet. Efter striden styrdes Norge av Ladejarlarna som en förläning till Danmark och Sverige.
De mest detaljerade källorna från slaget, kungasagorna, skrevs omkring två sekler senare. Trots att de är historiskt opålitliga, utgör de en omfattande och intensivt detaljerad litterär redogörelse över slaget. Sagorna tillskriver orsakerna till slaget, Olav Tryggvasons olycksaliga giftermålsförslag till Sigrid Storråda och hans problematiska giftermål med Tyra, Sven Tveskäggs syster. När slaget inleddes, avfärdade Olav de danska och svenska flottorna, medan han medgav att Erik jarl och hans män var farliga då "de är norrmän som oss". Den mest kända episoden i slaget inträffar när Einar Tambarskjelves båge knäcks, vilket förebådar Olavs förlust.
Under senare århundraden har beskrivningarna av slaget, speciellt de i Snorre Sturlassons Heimskringla inspirerat ett antal ballader och andra litterära verk. 

## Bakgrund
I den tidigast kända historien var Norge uppdelat i ett antal små och sinsemellan stridande småkungadömen med svaga centrala auktoriteter. Enligt den traditionella historiografin började Norge enas och den kungliga makten befästas i och med Harald Hårfagers avancemang under 800-talet. Hårfagerätten och andra som gjorde anspråk på tronen var tvungna att kämpa mot regionala ledare som jarlarna med säte på gården Lade i norr och Vingulmarks regenter i öster, medan Danmarks kungar gjorde anspråk på regioner i söder och var ivriga att motta norska vasaller för att utöka sitt inflytande där. Spridandet av kristendomen blev även av politisk betydelse under 900-talets slut.

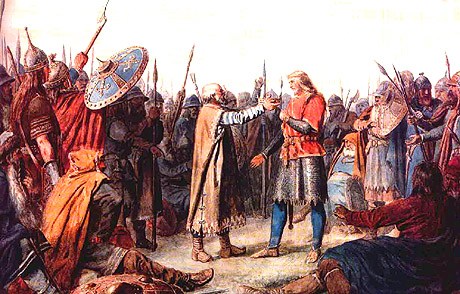
Olav Tryggvason, som erkändes som kung 995, lyckades snabbt och med alla till buds stående medel få Norge att övergå till kristendomen.

Under 970-talet blev Ladejarlen Håkon Sigurdsson den mäktigaste mannen i Norge, och stöddes först av Harald Blåtand av Danmark och betalade skatt till honom även om de två senare blev osams. Harald hade konverterat till kristendomen och var ivrig att kristna Norge, medan Håkon förblev en hängiven hedning. År 995 avsattes Håkon och den unga kristne ledaren Olav Tryggvason besteg tronen.
Olav förkastade den danska auktoriteten, men föresatte sig att kristna Norge och de fornnordiska kolonierna i väst så snabbt och fullständigt som möjligt. Genom hot, tortyr och avrättningar bröt Olav ner det hedniska motståndet och inom några få år var Norge, formellt sett, ett kristet land. Men Olav hade på sin snabba väg mot makten fått flera fiender, såsom Erik Håkonsson jarl, son till Håkon jarl, och Sven Tveskägg, kung av Danmark, som båda kände att Olav hade berövat dem deras del av Norge. Samma intressen som kom i konflikt under slaget vid Svolder skulle dela Norge i årtionden framöver, vilket ledde till flera stora bataljer, såsom slaget vid Nesjar och slaget vid Stiklestad. Lösningen kom 1035 när den norske kungen Magnus den gode besteg tronen i ett självständigt och kristnat Norge.
Enligt Snorre stod orsaken till slaget att finna i att kung Olav seglat genom Öresund ner till Vendland för att kräva in de egendomar som hans hustru Tyra – syster till Sven Tveskägg – fått i sitt tidigare gifte med venderkungen Burislav, som är densamme som Boleslav I av Polen. Sven Tveskäggs maka Sigrid Storråda skall då ha sökt hetsa sina make mot Olav, som förolämpat henne grovt under sina försök att vinna hennes hand. Sven gav efter, och bad Olof Skötkonung och Erik jarl om bistånd. När Olav sedan beredde sig på att segla hem lade sig de förbundna i bakhåll vid Svolder. Adam av Bremen ger en bitvis annorlunda beskrivning: enligt honom skulle Sven och Olof slutit förbund i syfte att utbreda kristendomen, vilket fick Olav att samla en flotta för att fördriva Sven. Enligt denne skall striden också stått i sundet mellan Helsingborg och Helsingör.

## Källor

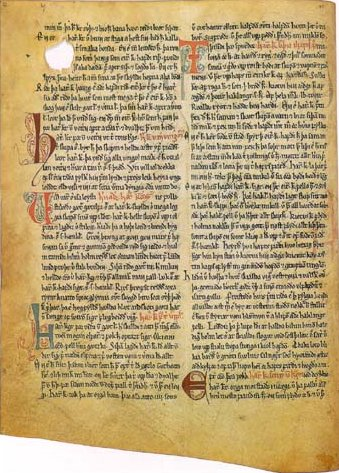
Även om slaget är omskrivet i ett flertal medeltida källor så är berättelsen i Snorre Sturlassons Heimskringla den mest kända och den som mest har påverkat moderna historiska och litterära verk.

## Händelser som ledde till slaget

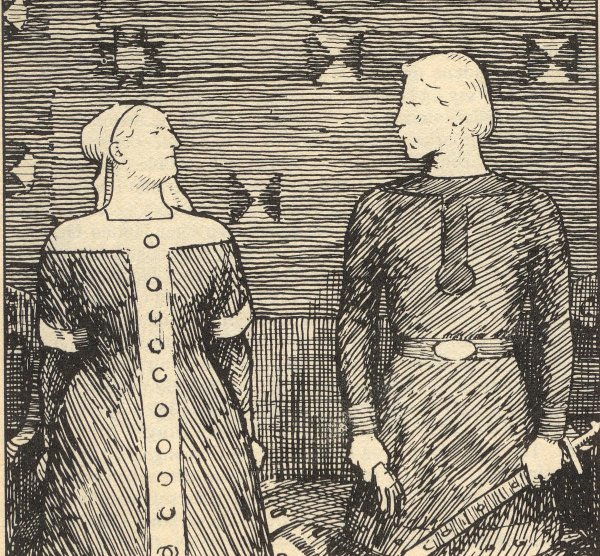
Olav Tryggvason föreslår ett giftermål till Sigrid Storråda, under förutsättningen att hon konverterar till kristendomen. När Sigrid vägrar slår Olav henne med en handske. Hon varnar honom att detta kan leda till hans död.

Ingenting kan sammanställas från de samtida skaldediktningarna om orsaken till slaget. Adam av Bremen påstår att Olav Tryggvason danska fru, Tyra, hetsade honom att gå i krig mot Danmark. När Olav hörde att Sven Tveskägg och Olof Skötkonung bildat en allians, blev han uppretad och bestämde att tiden var inne för en attack. Ågrip och Historia Norvegiæ ger en liknande redogörelse. Tyra var syster till Sven Tveskägg, och när Olav Tryggvason äktade henne, vägrade Sven att betala den utlovade hemgiften. Olav blev uppretad och sjösatte en expedition att attackera Danmark, man han var för otålig för att vänta på att hela flottan från Norge skulle samla sig, och han satte kurs söderut med endast 11 skepp och förväntade sig att resten skulle följa efter. När hans förhoppning inte infriades for han mot Vendland (Pommern) för att söka efter allierade och på vägen hamnade han i ett bakhåll av Sven och hans allierade. Dessa redogörelser motsägs av andra samtida verser av Halldór okristne som menar att Olav Tryggvason reste från söder när han hamnade i ett slag.

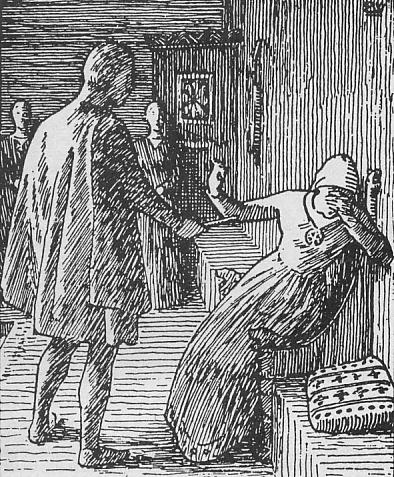
Olav erbjuder drottning Tyra en stjälk av kvanne. Hon gråter och hånar honom för att han inte vågar trotsa Sven Tveskägg och kräva in hennes hemgift.

Odd Snorresson har en omfattande redogörelse för de problem som uppstod från Tyras giftermål. Han berättar att hon var förlovad och gift med den vendiska kungen Boleslav den modige, som fick en stor hemgift för henne. Hon ville dock inte vara hans fru, och svälte sig själv efter giftermålet, så Boleslav skickade tillbaka henne till Danmark. Hon arrangerade därefter själv ett giftermål med Olav Tryggvason, till sin broder Svens missnöje. Svens drottning, Sigrid Storråda, en ståndaktig motståndare till Olav, fick Sven att föra krig mot honom. Då konspirerade Sven med Sigvald jarl och kung Olof Skötkonung för att lura Olav Tryggvason i en fälla. Olav Tryggvason reste till Vendland för att få Tyras hemgift från kung Boleslav och medan han var där hörde han rykten om ett planerat bakhåll. Sigvald reste dock för att säga till honom att dessa rykten var falska. Olav, som trodde på Sigvald, sände hem den största delen av sin flotta, då hans män var otåliga. Därför hade han bara en liten flotta kvar när han gick in i ett bakhåll nära Svolder.
Fagrskinna och Heimskringla följer till stora delar Odds redogörelse men förenklar den och skiljer sig från den i vissa delar. Enligt Heimskringla seglade Sigvald från Vendland med Olav och en flotta med vendiska skepp och ledde honom in i bakhållet.
Oavsett om ovanstående detaljer är sanna eller inte står det klart att Sven Tveskägg, Olof Skötkonung och Erik jarl hade tillräckliga anledningar att motsätta sig Olav Tryggvason. Olav hade tagit kontroll över Viken i södra Norge, ett område som länge låg under Danmark. Olav och Sven hade varit i England tillsammans, men Olav hade ingått fred medan Sven fortsatte att föra kampanjer. Sven var vid tiden sams med Olof Skötkonung och kopplades till honom genom giftermålet, så de två var naturligt allierade. Slutligen hade Erik jarl drivits från sitt farsarv av Olav Tryggvason, likt hans fader, ladejarlen Håkon Sigurdsson, som han kan ha velat straffa.
Från källornas motstridande redogörelser har historiker försökt rekonstruera det troligaste händelseförloppet som ledde fram till slaget. Det är troligt att Olav Tryggvason seglade från Vendland till Norge där han gick in i ett bakhåll, även om kungasagorna förmodligen överdriver betydelsen av Tyra och hennes giftermål. Medan det är troligt att Olav fick hemgiften är det mer troligt att han förväntade sig krig och sökte allierade i Vendland, men mötte lite framgång. Sigvalds karaktär kvarstår gåtfull, även om det finns bevis från skaldediktningen att han svek Olav.

## Tid och läge

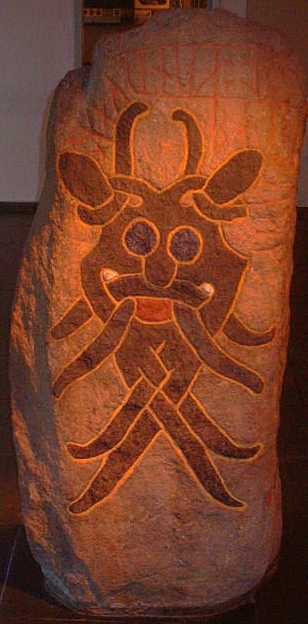
Den sena vikingatida runstenen DR 66 från Århus högtidlighåller en man som "mötte döden när kungar krigade". Händelsen kan referera till slaget vid Svolder.

Alla källor som daterar slaget säger att det skedde år 1000. Den äldsta källan som daterar slaget är den grundliga Isländingaboken, som skrevs omkring 1128, som specificerar tidpunkten till sommaren. Odd Snorresson säger vidare att slaget är "ihågkommet för de fallna männen den tredje eller fjärde Idus av september", (10 eller 11 september). Óláfs saga Tryggvasonar en mesta menar att slaget stod den 9 september och andra källor håller med om någondera dag. Då några medeltida författare har skrivit att det stod i slutet av året i september, är det möjligt att det år som refereras till är det vi egentligen kallar 999.
Slagets läge kan inte identifieras med säkerhet. Enligt Adam av Bremen stod det i Öresund. Ágrip och Historia Norvegiæ lokaliserar det till Själland. Theodoricus menar att det stod "bredvid den ö som kallas Svöldr; och den ligger nära Pommern". Fagrskinna talar om "en ö vid Vinðlands kust... denna ö kallas Svölðr." Odd Snorresson och Heimskringla håller med om öns namn men specificerar inte dess läge. En strof av Skúli Þórsteinsson talar om "Svolders mynning", och föreslår att Svolder ursprungligen var namnet på en flod som fornnordisk ovana med vendisk geografi förväxlade med en ö. Danska Annales Ryenses är den enda som placerar slaget i Schlei. Moderna historiker är delade. Några lokaliserar konfrontationen till närheten av den tyska ön Rügen, andra till Öresund.
Svolder nämns även i andra sammanhang, och man kan därur sluta sig till att det bör ha legat någonstans i norra Vendland. Ett förslag är innanför den nuvarande halvön Darss, i vad som på vikingatiden var en mindre skärgård.

## Flottornas sammansättning
De norska källorna är överens om att Olav Tryggvason kämpade mot överväldigande odds i slaget. Fagrskinna säger till exempel att han hade "endast en liten styrka" och att havet runt omkring honom var "täckt av krigsskepp". De källor som uppger antalet krigsskepp anger samtliga att Olav Tryggvason hade elva fartyg men de anger olika antal för den allierade flottan.
| Källa                | Olav Tryggvason | Olof Skötkonung | Erik | Sven | Allierade totalt | Ref.   |
| -------------------- | --------------- | --------------- | ---- | ---- | ---------------- | ------ |
| Odd Snorresson       | 11              | 60              | 19   | 60   | 139              | [ 32 ] |
| Ágrip                | 11              | 30              | 22   | 30   | 82               | [ 33 ] |
| Historia Norwegie    | 11              | 30              | 11   | 30   | 71               | [ 34 ] |
| Theodoricus monachus | 11              | -               | -    | -    | 70               | [ 35 ] |
| Rekstefja            | 11              | 15              | 5    | 60   | 80               | [ 36 ] |

Även om sagorna är överens om att Olav Tryggvason endast hade elva skepp som deltog i slaget citerar några av dem Halldórr den okristne som säger att Olav hade 71 skepp när han seglade från söder. Sagorna förklarar skillnaden med att några av de 71 skeppen tillhörde jarl Sigvald, som övergav Olav, och att andra seglade förbi fällan vid Svolder innan den smällde igen. 

### Skepp vid namn
Sagorna beskriver tre av skeppen i Olav Tryggvasons flotta. Enligt Heimskringla var Tranan ett stort snabbseglande krigsskepp med trettio roddarbänkar och med hög för och akter. Befälet fördes av kung Olav, som under en tid använde det som sitt flaggskepp.
Olav konfiskerade det andra av sina stora skepp från en hedning som han torterat till döds för att denne vägrat konvertera till kristendomen. Kung Olav "styrde det själv, därför att det var ett mycket större och finare skepp än Tranan. Dess stäv hade ett drakhuvud och i aktern en kräkla formad som en svans; och båda sidorna av halsen och hela akterspegeln var förgyllda. Det skeppet kallade kungen för Ormen därför att när seglen var hissade såg det ut som vingen på en drake. Det var det finaste skeppet i Norge.

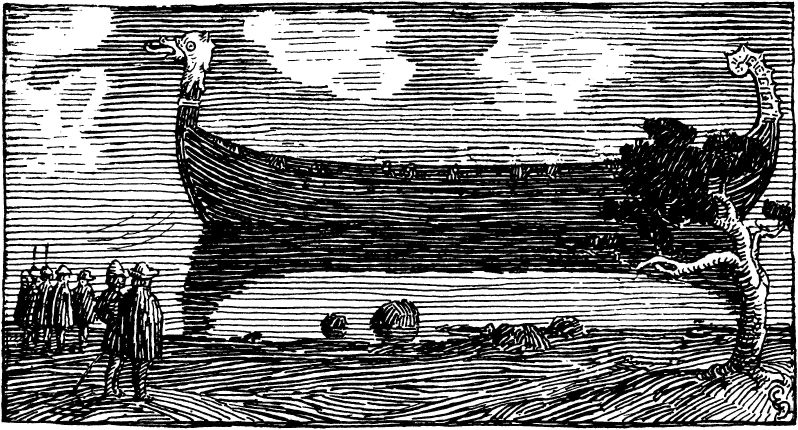
Ormen Långe var "det bästa skepp som någonsin byggts i Norge, och det dyraste".

Olavs tredje flaggskepp, Ormen Långe, var ett legendariskt fartyg som nämns i flera berättelser i sagorna.
| ”                                 | Det var en stor drake och byggd efter mönstret av Ormen, som konungen hade haft med sig från Hålogaland, men detta skepp var mycket större och i alla stycken mera omsorgsfullt utfört. Han kallade detta skepp Ormen långe och det andra Ormen korte. På Ormen långe voro trettiofyra rum. Huvudena och stjärten voro helt och hållet förgyllda; borden voro så höga som på havsskepp. Detta är det skepp i Norge, som blivit bäst byggt och med den största kostnaden. | „ |
| – Snorre Sturlasson, Heimskringla | |   |

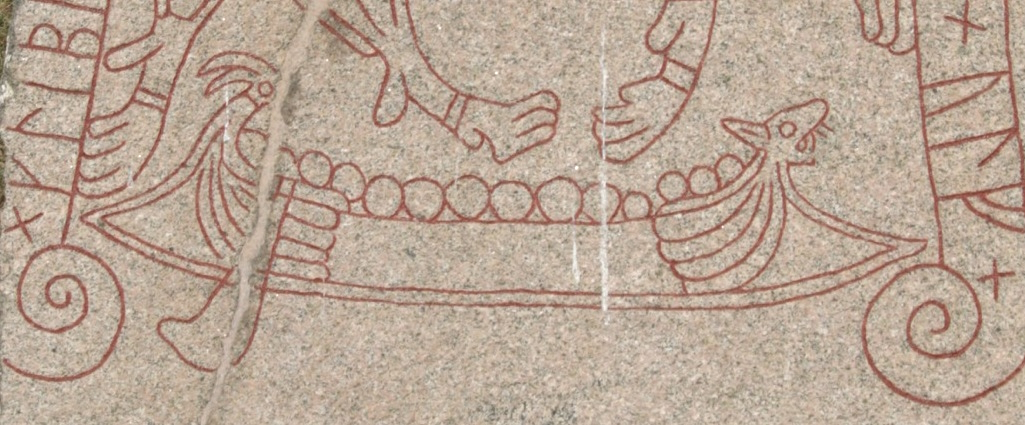
Örlogsfartyget Nagelfar under fenrisulven på Tullstorpstenen (DR 271), vilken uppvisar element som kunna sammanfalla med Erik jarls järnbarde, såsom synliga täckelement på var ändskepp och utstående rammstävar likt de hos triremen och galären.

Det enda allierade skepp som beskrivs är Erik jarls Járnbarðinn ("järnbarden"). Enligt Fagrskinna var det "det största av alla skepp". Det benämns som en "barde" eller "järnbarde" (fornnordiska: barða, járnbarða) – ett örlogsfartyg med järnbeslagen stäv, ämnat för att ramma fientliga skepp likt ett vädursfartyg.
Heimskringla ger fler detaljer:
| ”                                                       | Isländsk originaltext: Eiríkr jarl hafði barða einn geysimikinn, er hann var vanr at hafa í víking; þar var skegg á ofanverðu barðinu hváru tveggja; en niðr frá járnspǫng þykk ok svá breið sem barðit ok tók alt í sjá ofan. Fri direktöversättning: "Erik jarl hade "barde" en väldigt mycken, vilken han var van att hava i viking (Jarl Erik hade en väldigt omfattande barde som han var van att ha på vikingafärd); där var skägg å ovanvart barden varje tvegge (det var skäggbeslag ovanpå ändskeppet båda två); än nedre ifrån järnspång tjock och så bred som bardet och tog alt i sjö ovan (samt en förhållandevis (till skägget) lågt gående järnramm lika hög och bred som stäven var tjock och som tog allt ovan ytan till sjöss.)." Översättning, Emil Olson: "Erik jarl hade en mycket stor "barde" som han brukade ha på vikingafärder; den var försedd med en ramm överst på båda stävarna och där nedanför en tjock järnplåt, som var lika bred som stäven och som gick ända ned till vattenytan." | „ |
| – Snorre Sturlasson, Heimskringla. Nóregs Konunga Sogur | |   |

## Ledarna bedömer sina motståndare
Det är inte sannolikt att sagoskrivarna hade korrekt information om slagets detaljer utöver de knappa berättelserna i kvarvarande dikter. Inte desto mindre, med början hos Odd Snorresson, presenterar de en omsorgsfullt utarbetad litterär berättelse, och skildrar huvuddeltagarna genom deras ord och handlingar.
Olav Tryggvasons skepp passerar hans allierade fiendes fäste i en lång kolonn utan ordning, då de inte förväntade någon attack. Lämpligt placerade för att observera flottan iakttar Erik jarl och de två kungarna de passerande skeppen. Sven och Olav är angelägna att börja slaget, men Erik beskrivs som mer försiktig och bekant med de norska styrkorna.

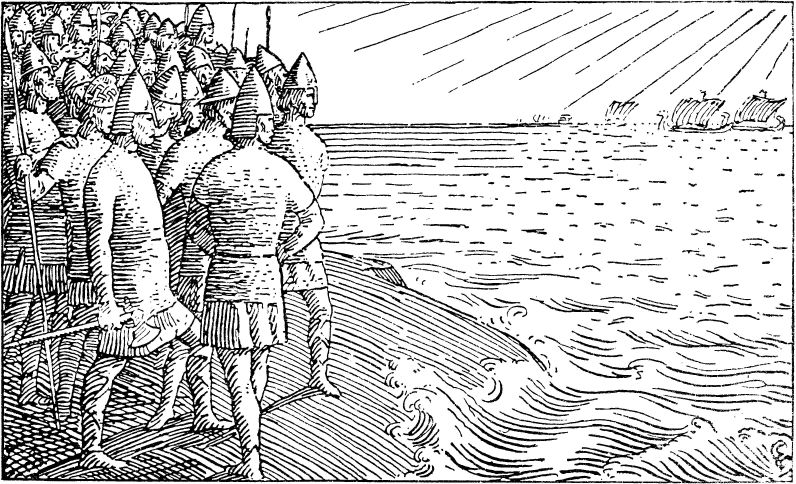
Stående på ön Svolder betraktar de allierades ledare Olav Tryggvasons förbipasserande flotta.

När allt större fartyg uppenbarar sig tror danskarna och svenskarna att en är Ormen Långe och vill anfalla direkt, men Erik håller dem tillbaka med en välinformerad kommentar:
| ” | Det är inte kung Olav på detta skepp. I känner till detta skepp då jag har sett det ofta. Det ägs av Erling Skjalgsson från Jaðarr och det är bättre att attackera detta skepp från aktern. Det är bemannat med sådana mannar, att om vi skall sammandrabba med kung Olav Tryggvason, kommer vi snabbt att lära att det är bättre om vi kan finna en lucka i hans flotta än att strida med detta långskepp. | „ |

När Erik till slut går med på att gå till anfall skryter kung Sven med att han kommer att föra befäl över Ormen Långe "innan solens nedgång". Erik anmärker "så att få män hör honom" genom att säga "med enbart den danska armén till sitt förfogande kommer kung Sven aldrig att föra befäl över detta skepp. Medan de allierade sätter ut för att anfalla Olav Tryggvason, skiftar betraktelsen mot den norska flottan.
Efter att ha upptäckt fienden skulle Olav ha kunnat använda segel och åror för att komma ur bakhållet och undkomma, men han vägrar att fly och vänder omedelbart för att slåss med de elva skeppen. När han ser den danska flottan ställa upp i slagordning mot honom fäller han kommentarern: "Skogsgetterna kommer inte att besegra oss, för danskarna har ett mo som hos getter. Vi fruktar inte den styrkan för danskarna har aldrig vunnit när de slagits på skepp." På samma sätt avfärdar Olav svenskarna genom att referera till deras hedniska sedvänjor:
| ” | Svenskarna kommer att ha en lättare och trevligare tid genom att slicka sina heliga blotskålar än att borda Ormen Långe inför våra vapen och lyckas slå ut våra skepp. Jag förväntar mig att vi inte behöver frukta hästätarna. | „ |

Det är endast när Olav Tryggvason siktar Erik Håkonssons kontingent som han inser att han står inför ett hårt slag för att "de är norrmän som oss". Sagornas eftertryck av Eriks bidrag står i stark kontrast till de danska berättelserna av Adam av Bremen och Saxo Grammaticus, som beskriver slaget som en dansk seger över norrmän, utan att nämna jarl Erik eller hans män.

## Slaget inleds
Genomförandet av slaget följer ett mönster som återkommer i många medeltida sjökrig där en flotta måste slåss defensivt. Olav surrade fast sina skepp sida vid sida med sitt eget Ormen Långe i mitten av linjen där hennes bågar sköt bortom de andras. Fördelen med detta arrangemang var att det lämnade alla händerna fria för att slåss, att barriären kunde formeras med årorna och rårna och att det begränsade fiendens möjlighet att få fördel av sin större styrka. Ormen Långe var det längsta skeppet och också det största, vilket också var en fördel för försvararna, som kunde överösa med pilar, spjut och andra missiler medan fienden var tvungen att skjuta uppåt. Olav formerade därigenom sina elva skepp till ett flytande fort.
Sagorna ger all förtjänst till norrmännen och prisar Erik Håkonssons intelligens och allt det mod som visades av Olav Tryggvasons motståndare. Danskarna och svenskarna rusade i Olavs frontlinje, slogs tillbaka och led de tyngsta skeppsförlusterna. Erik jarl attackerade flanken och tvingade sitt skepp Järnbarden upp mot det sista skeppet i Olavs linje, som han omintetgjorde genom en häftig attack och sedan fortsatte mot nästa skepp. På detta sätt omintetgjordes Olavs skepp ett efter ett, tills endast Ormen Långe var kvar. Erik Jarl skall ha varit den som först bordade detta.

## Einar Tambarskjelve

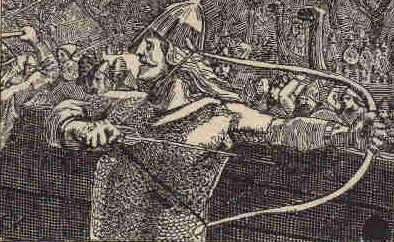
Einar Tambarskjelve prövar kungens pilbåge och finner denna vara för vek.

En av de mest kända episoderna från slaget involverar Einar Tambarskjelve, en bågskytt i kung Olavs flotta som senare blev en slug politiker. Heimskringla berättar att han försöker att döda Erik jarl och rädda dagen för Olav:
| ”                                 | Då sade jarlen till en man, som några kalla Finn, under det andra mena, att han var en finne — han var en mycket duktig bågskytt —: "Skjut den långe mannen där borta i krapparummet!" Finn sköt, och pilen träffade mitt på Einars båge i samma ögonblick som Einar spände den för tredje gången. Bågen brast i två delar. Då sade konung Olav: "Vad var det som brast där med sådant brak?" Einar svarade: "Norge ur dina händer, konung!" "Så mycket var det väl ändå inte, som brast", sade konungen, "tag min båge och skjut med den!" Han kastade bågen till honom. Einar tog bågen, spände den genast ut över pilens spets och sade: "För mjuk, för mjuk är drottens båge!" och kastade den tillbaka. Därpå tog han sin sköld och sitt svärd och kämpade med dem | „ |
| – Snorre Sturlasson, Heimskringla | |   |

Samma berättelse återfinns i Gesta Danorum, men där siktar Einar på Sven istället för på Erik.

## Kung Olavs död

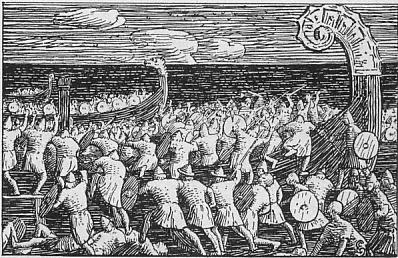
I slagets slutskede bordar Erik och hans män Ormen Långe.

Till slut övermannades Ormen Långe och Olav Tryggvason besegrades. De danska källorna rapporterar att när allt var förlorat begick han självmord genom att kasta sig i havet, "slutet passade hans liv", enligt Adam av Bremen. Saxo Grammaticus säger att Olav föredrog självmord framför att dödas av fienden och hoppade överbord i full rustning, hellre än att se sin fiende segra. De norska och isländska berättelserna är mer komplexa och mer vänligt inställde till Olav. Hallfreðrs minnesdiktning till sin herre hade redan anspelat på rykten att Olav undkom döden vid Svolder. Sagorna erbjuder ett antal möjligheter. Ågrip rapporterar:
| ” | "Men om kung Olavs fall var inget känt. Det sågs som att medan slaget avtog stod han, fortfarande levande, på högdäckets akter på Ormen Långe, som hade trettiotvå roddplatser. Men när Erik gick till skeppets akter för att söka efter kungen, flammade ett ljus framför honom, som om det var en blixt, och när ljuset försvann var kungen själv borta." | „ |

Andra sagor föreslår att på ett eller annat sätt lyckades Olav ta sig till stranden; kanske genom att simma, kanske med hjälp från änglarna, mest troligt att han räddades av ett av de närvarande vendiska skeppen. Efter hans undkommande sökte Olav frälsning för sin själ utomlands, kanske genom att gå i kloster. Mesta beskriver att antal "syner" av honom i Heliga landet, den sista under 1040-talet.
Kung Olav är, liksom Karl den store, Fredrik Barbarossa och Sebastian av Portugal, en av de legendariska heroiska figurer i historien vars återkomst folk letade efter och deras död aldrig var fullt accepterade.

## Följder
|  | Område styrt av Erik Håkonsson jarl, som ett feodalsamhälle under Sven Tveskägg. |

|  | Område styrt av Sven Håkonsson jarl, Eriks halvbror, som ett feodalsamhälle under Olof Skötkonung. |

|  | Område under direkt styre av Sven Tveskägg. |

Uppdelningen av Norge efter slaget enligt Heimskringla.

Efter Slaget vid Svolder delade de segrande ledarna upp Norge. Heimskringla ger den mest detaljerade berättelsen om delningen och beskriver den som trefaldig. Olof Skötkonung erhöll fyra distrikt i Trondheim liksom Møre, Romsdal och Ranrike. Han gav dessa till jarl Sven, hans svärson, att verka som vasall. Sven Tveskägg kom i besittning av Vikendistriktet där danska influenser hade varit starka under lång tid. Resten av Norge regerades av Erik Håkonsson såsom Svens vasall. Fagrskinna däremot säger att de svenska delarna bestod av Oppland och delar av Trondheim. Andra källor är mindre specifika.
Jarlarna Erik och Sven visade sig vara starka och kompetenta regenter och deras regeringstid var framgångsrik. De flesta källorna säger att de införde kristendomen men tillät religionsfrihet, vilket medförde ett bakslag för kristnandet och delvis gjorde Olav Tryggvasons missionsarbete ogjort.

## Eftermäle
Flera faktorer gjorde tillsammans att slaget vid Svolder är en av de mest kända slagen från vikingatiden. I norsk-isländsk historiografi ansågs Olav Tryggvason vara den man som tog kristendomen till Norden. Hans färgrika slut i en strid med höga odds att vinna utgör därför en passande berättelse. Erik jarls hovpoeter försäkrade sin herre en rättvis del av äran. Mesta säger:
| ”                  | Slaget är erkänt att på många sätt ha varit det kändaste som någonsin har utspelats i Norden. För, först fanns det kung Olavs ståtliga försvar och hans män ombord på Ormen Långe. Det finns inget annat känt exempel där män har försvarat sig själva så länge och så tappert mot sådana överväldigande antal av fiender som de var tvungna att bekämpa. Sen var det den häftiga attacken från Erik jarl och hans män, som har fått stor ryktbarhet. ... Slaget var väldigt känt också, på grund av den stora slakten, och jarlens framgång i att rensa ett skepp som dittills var det största byggda och fagraste i Norge; av vilket sjömän sa att det skulle aldrig, medan det flöt på vattnet, övervinnas med vapen mot sådana hjältar som bemannade det. | „ |
| – Sephton 1895:434 | |   |

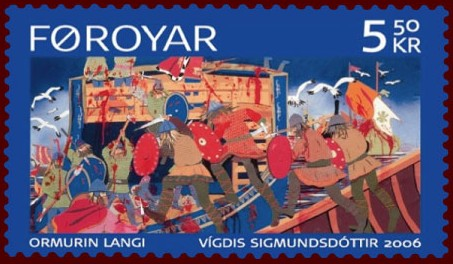
Frimärke från Färöarna som visar en scen från slaget, inspirerad av Jens Christian Djurhuus dikt Ormurin langi.

På Island, där kopieringen och studerandet av konungasagorna fortsatte, utgjorde slaget inspiration för flera diktare. Ett 1400-tals rímur, Svöldrar rímur, krönikerar slaget i versform, som huvudsakligen följer Odd Snorressons berättelse. Ytterligare två rímur-serier om samma ämne skrevs under 1700-talet, av vilka en finns bevarad. På 1800-talet skrev den populäre diktaren Sigurður Breiðfjörð ytterligare en rímur-serie om slaget baserad på berättelsen i Mesta.
Med nationalismens och romantikens uppgång under 1800-talet och det ökande antalet översättningar av sagorna, ökade intresset för slaget vid Svolder utanför Island. Omkring 1830 skrev den färöiske diktaren Jens Christian Djurhuus en visa om slaget med titeln Ormurin langi, vilken baserades på Snorres berättelse. Visan togs emot väl och är fortfarande bland de populäraste och mest kända färöiska visorna. År 2002 fick en förkortad rockversion av bandet Týr några efterföljare utomlands.
I Norge betraktas Johan Nordahl Bruns eggande patriotiska spel Einar Tambarskjelve från 1772 som en milstolpe i norsk litteratur. Bjørnstjerne Bjørnson skrev senare den välkända korta dikten Olav Tryggvason om kungens fall. Bjørnson samarbetade också med Edvard Grieg på en opera om Olav Tryggvason, men de började gräla innan arbetet var färdigt. Ragnar Søderlind har nu slutfört operan, som hade premiär i september 2000 - 1000 år efter slaget vid Svolder. Søderlind introducerade ödesmotiv från wagner, Beethoven och Liszt i slagscenen.
Slaget har också inspirerat konst utanför Skandinavien, inklusive en mangavolym av den japanska konstnären Ryō Azumi. Det mest kända engelskspråkiga verket är förmodligen Henry Wadsworth Longfellows The Saga of King Olaf (från hans diktsamling Tales of a Wayside Inn år 1863), som till stor del handlar om Slaget vid Svolder.

## Tolkningar
I början av nittonhundratalet tolkade Lauritz Weibull det oklara källäget så att han helt förkastade de isländska sagorna när dessa stod i strid med Adam av Bremens krönika. Han hävdade att tanken att slaget skulle stått vid Svolder baserades på en missuppfattning, där en dikt av skalden Skule Torstensson felaktigt skulle tolkats som om den handlade om Erik jarl och hans deltagande i striden. På motsvarande sätt skulle Adams tolkning av de politiska läget vara mer korrekt då islänningarna var tvungna att ändra bakgrunden när det placerat slaget fel.
Mats G. Larsson har hävdat att de isländska sagorna är relativt pålitliga som källor, då dessa ofta återger händelser i resterande Europa vid samma tid som slaget skall ha utspelats på ett rättvisande sätt och kan kontrolleras mot mer samtidiga källor. Samtidigt skattar han Adam av Bremen relativt lågt i detta fall, då denne vid ett flertal tillfällen missuppfattar nordiska förhållanden vid denna tid.
Skaldestycken av Halldor okristne och Hallfred vandrädaskald, som tillkommit vid tiden för slaget, har även de placerat striden "i söder", och "på andra sidan havet". Dessa stycken innehåller även detaljer om den mer lokala geografin som stämmer bättre med Svolder än Öresund: de skriver båda att striden skedde vid en holme, och Hallfred säger dessutom att den skall ha skett vid ett "vitt sund", vilket stämmer bättre med sundet mellan Pommern och Falster än Öresund, som även av Adam av Bremen beskrivs som "smalt". Dessutom saknas det uppgifter om ett annat sjöslag som Skule Torstensson skulle kunna ha syftat på när han skaldade om sitt slag vid Svolder.
En ytterligare tänkbar möjlighet, efter språkliga och geografiska bedömningar, är att Adam av Bremen helt enkelt har valt att endast bemöda sig om att ange att slaget stod på Mare Balticum (lat. för Östersjön) utan att bry sig nämnvärt om ortnamn. Därvid kan i sådana fall en norrönisering av "Greifswald" vara det troliga alternativet, enligt en avstavning av typen "Gripsvolder", vilket sedermera kan ha fått kortformen "Svolder" i den isländska litteraturen. Kortformer och felaktiga avstavningar är mycket vanliga i isländsk litteratur.
Nämnas i sammanhanget kan, att staden Greifswald visserligen inte anlades förrän cirka 200 år senare, men dessförinnan var Greifswald (Gripswold) namnet på skogen vid byn Dänische Wiek, som låg vid floden Rycks mynning (numera Wiek, vid klosterruinen Eldena).